# 戟叶堇菜
戟叶堇菜（学名：Viola betonicifolia）为堇菜科堇菜属的植物。分布在印度、印度尼西亚、斯里兰卡、澳大利亚、喜马拉雅地区、日本、台湾以及中国大陆的海南、福建、广东、甘肃、河南、陕西、江苏、四川、西藏、浙江、安徽、云南、湖南、湖北、江西等地，生长于海拔250米至3,200米的地区，一般生于山坡草地、路边、灌丛、田野和林缘。

## 别名
尼泊尔堇菜、箭叶堇菜（台湾植物志）

## 异名
- Viola betonicifolia J. E. Smith ssp. jaunsariensis (W. Beck.) Hara
- Viola betonicifolia J. E. Smith ssp. nepalensis (Ging.) W. Beck.
- Viola caespitosa D. Don